# سوبها، سنگه‌والا
سوبها (به انگلیسی: Sobha Singhwala) یک روستا در پاکستان است که در پنجاب واقع شده‌است. سوبها ۱۳۶ متر بالاتر از سطح دریا واقع شده‌است.